# Molotov Jukebox
|  | Sammenskrivningsforslag Artiklen Molotov Jukebox er foreslået føjet ind i Natalia Tena. (Siden april 2023) Diskutér forslaget |

Molotov Jukebox er et orkester fra London, der består af seks personer. Forsangeren er Natalia Tena.
Bandet blander elementer fra forskellige genre som funk, dubstep, house, elektronisk musik, pop, reggae og soul.
Gruppens første single, "Laid to Rest", udkom d. 15. november 2010. Den blev indspillet på RAK Studios og produceret af Daniel Rejmer. Dele af klaverspillet blev udført at Tena. 
Den 10. november spillede bandet som de første nogensinde en live koncert med deres avatarer på ResLive, hvor man kan høre livekoncerter over internettet.